# Annelore Crollet
Annelore Crollet (1988) is een Vlaamse actrice.

## Levensloop
Ze groeide op in Boechout. 
In 2009 stond ze onder Jong werk op Theater Aan Zee met de monoloog 'Nina Zaretsjnaja'. 
Ze studeerde in 2012 af aan het RITCS. Daar volgde ze de spelopleiding. 
Sindsdien werkt ze als actrice zowel in theater als voor de camera.
Ze is stichtend lid van de Koekelbergse Alliantie van Knutselaars (K.A.K).
Ze speelde enkele gastrollen in televisieseries zoals Callboys, 13 Geboden, Gent-West, De Luizenmoeder, De Ridder, Professor T. en Familie en in de film Dode hoek.
In theater speelde ze o.a. in voorstellingen van Anouk Friedli, Renée Goethijn, K.A.K (SNØW, Life, Death and Television, Office de tourisme/agence de voyage,...), de kleine expeditie/de Roovers, Tristero, FroeFroe ...
Ze creëerde en speelde ook Dochters van ondernemers bij ARSENAAL/LAZARUS. In Corona-tijden maakte ze daar een gelijknamige podcast van, die genomineerd is voor een Oorkonde in de categorie Story op het DS podcastfestival.
In 2023 brak ze door als hoofdactrice met de film WIL. Ze speelt daarin de vriendin van Wilfried Wils (Stef Aerts).